# جيمي فلويد هاسلبانك
جيريل هاسلبانك (بالهولندية: Jimmy Floyd Hasselbaink)‏ أو جيمي فلويد فاسلبانك، من مواليد 27 مارس 1972 في باراماريبو في سورينام، لاعب كرة قدم هولندي.
بدأ مسيرته الكروية مع نادي تيلستار في عام 1990، وشارك معهم في 4 مباريات، وفي عام 1990 انتقل إلى نادي إيه زد الكمار، ولعب معهم حتى عام 1993، وشارك معهم في 46 مباراة وسجل 5 أهداف، وفي موسم 1995/1996 انتقل إلى نادي كامبومايورينسي، ولعب معهم 31 مباراة وسجل 12 هدف، وفي موسم 1996/1997 انتقل إلى نادي بوافيستا البرتغالي، ولعب معهم 29 مباراة وسجل 20 هدف، وفي عام 1997 انتقل إلى نادي ليدز يونايتد الإنجليزي، ولعب معهم حتى عام 1999، وشارك معهم في 69 مباراة وسجل 34 هدف، وفي موسم 1999/2000 انتقل إلى نادي أتلتيكو مدريد الإسباني، ولعب معهم 34 مباراة وسجل 24 هدف، وفي عام 2000 انتقل إلى نادي تشيلسي الإنجليزي، ولعب معهم حتى عام 2004، وشارك معهم في 136 مباراة وسجل 70 هدف، وفي عام 2004 انتقل إلى نادي ميدلزبره الإنجليزي، ولعب معهم حتى عام 2006، وشارك معهم في 58 مباراة وسجل 23 هدف، وفي موسم 2006/2007 انتقل إلى نادي تشارلتون أثلتك الإنجليزي، ولعب معهم 25 مباراة وسجل هدفين، ومنذ عام 2007 وهو يلعب مع نادي كارديف الويلزي.
و قد لعب مع منتخب هولندا لكرة القدم بين عامي 1998 و2004، وشارك معهم في 23 مباراة وسجل 9 أهداف.

## وصلات خارجية
- جيمي فلويد هاسلبانك على موقع الاتحاد الدولي (مؤرشف)  (الإنجليزية)
- جيمي فلويد هاسلبانك على موقع الاتحاد الأوربي (الإنجليزية)
- جيمي فلويد هاسلبانك على موقع قاعدة بيانات كرة القدم.إي يو (الإنجليزية)
- جيمي فلويد هاسلبانك على موقع ليكيب (الفرنسية)
- جيمي فلويد هاسلبانك على موقع ناشيونال فوتبول تيمز (الإنجليزية)
- جيمي فلويد هاسلبانك على موقع Soccerbase.com (لاعب) (الإنجليزية)
- جيمي فلويد هاسلبانك على موقع Soccerway.com (الإنجليزية)
- جيمي فلويد هاسلبانك على موقع عالم كرة القدم.نت (الإنجليزية)
- جيمي فلويد هاسلبانك على موقع كووورة